# Distrito de Havelland
El Distrito de Havelland (en alemán: Landkreis Havelland) es un Landkreis (distrito) ubicado al oeste del estado federal de Brandeburgo (Alemania). La capital del distrito reside en la ciudad de Rathenow. El territorio del distrito recae en gran parte de la región histórica de Havelland, que le da su nombre.

## Geografía
Al norte los municipios vecinos son el distrito de Prignitz Oriental-Ruppin y al noroeste el distrito del Alto Havel. La parte más oriental de la frontera a Berlín es el distrito de Spandau. Al sudoeste limita con la ciudad de Potsdam, al sur con el distrito de Potsdam-Mittelmark y la ciudad de Brandenburg an der Havel. Al oeste limita con los distritos  Stendal y Comarca de Jerichow del estado federal de Sajonia-Anhalt. 

## Composición del distrito
| Ciudades 1. Falkensee (38.376) 2. Friesack (2.816) 3. Ketzin (6.541) 4. Nauen (16.649) 5. Premnitz (9.850) 6. Rathenow (26.973) 7. Rhinow (1.933) Municipios libres de Amt 1. Brieselang (10.457) 2. Dallgow-Döberitz (7.786) 3. Milower Land (4.938) 4. Schönwalde-Glien (8.487) 5. Wustermark (7.599) | Unión de municipios/ciudades (Amt) 1. Amt Friesack (6.995) 1. Friesack (Stadt) (2.816) 2. Mühlenberge (792) 3. Paulinenaue (1.328) 4. Pessin (677) 5. Retzow (585) 6. Wiesenaue (797) 2. Amt Nennhausen (4.973) 1. Kotzen (651) 2. Märkisch Luch (1.354) 3. Nennhausen (2.029) 4. Stechow-Ferchesar (939) 3. Amt Rhinow (5.395) 1. Gollenberg (472) 2. Großderschau (545) 3. Havelaue (1.017) 4. Kleßen-Görne (425) 5. Rhinow (Stadt) (1.933) 6. Seeblick (1.003) |